# Pointe (littérature)
Pour les articles homonymes, voir Pointe.

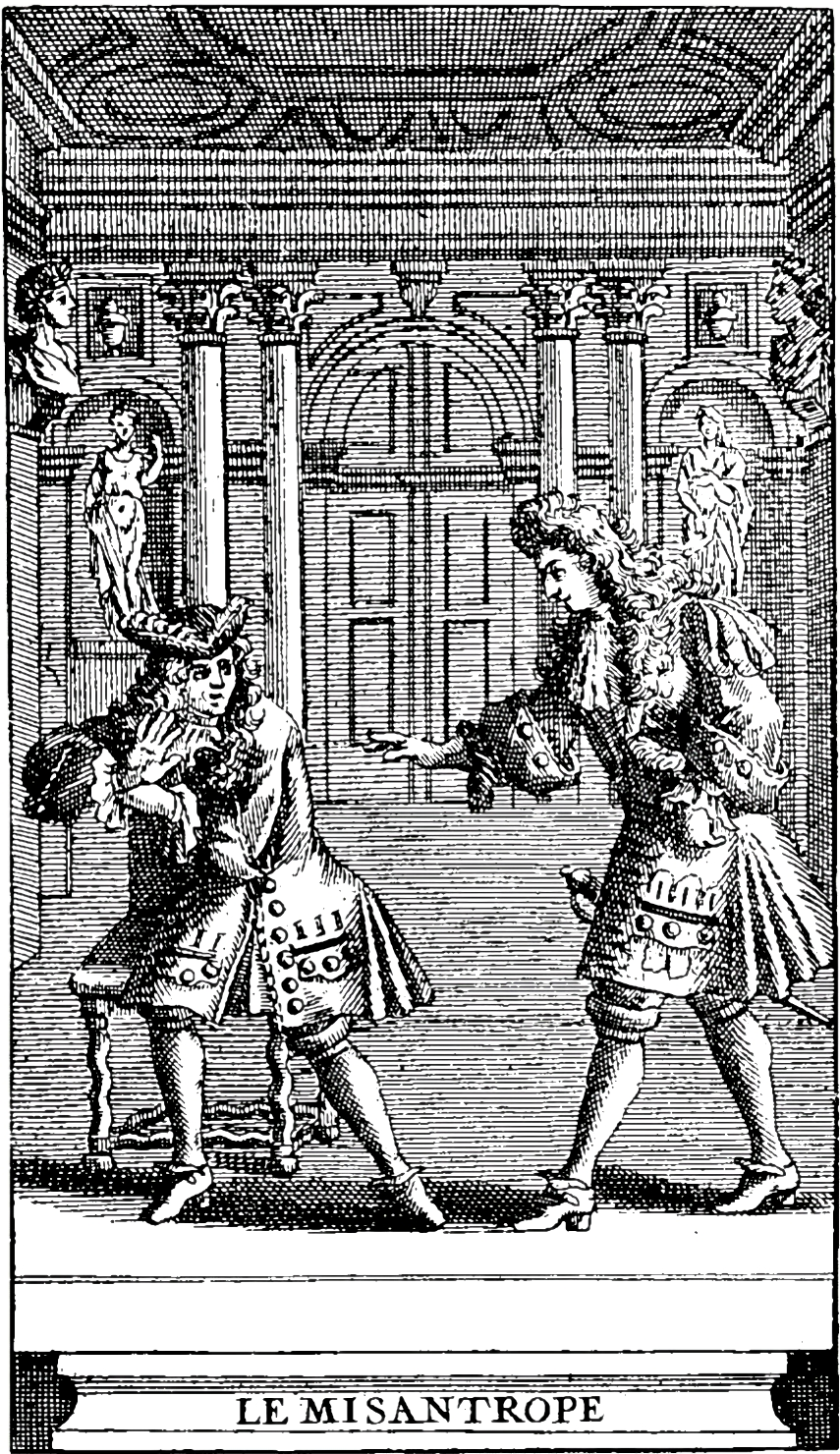
La peste de ta chute : pointe du Misanthrope.

Une pointe est un agrément de l’esprit consistant dans la mise en relief d’un rapport inattendu entre deux idées par le rapprochement insolite de deux mots.
L’exemple cité par Marmontel est un exemple de pointe : « Un cheval étant tombé dans une cave, la foule s’amasse, et l’on se demande : « Comment le tirer de là ? — C’est bien simple, dit un plaisant, il n’y a qu’à le tirer en bouteille. »
Bien que ces sortes de traits d’un esprit parfois douteux, aient plutôt leur place dans les légers propos de la vie que dans les œuvres littéraires, certains genres en ont fait leur profit. Ainsi, la chansonnette, le couplet de vaudeville, les saynètes ou scènes bouffes, le poème badin ne les ont pas dédaignés. L’épigramme, suivant l’expression de Boileau, n’est souvent qu’un bon mot de deux rimes orné.
Les badinages consistant tout en effets de mots étaient de peu de mise dans les genres sérieux. Cicéron ne l’a pourtant pas exclu du langage oratoire, le faisant rentrer sans doute dans ce que les Romains appelaient molle atque facetum, le doux, le plaisant, qu’ils mêlaient si naturellement dans tous leurs ouvrages au grave et au sévère.
Molière n’a pas, à l’exemple des Anciens, reculé, même dans ses plus fortes créations, devant un jeu de mots qui rend vivement une situation comique, un sentiment exagéré. Ainsi, dans le Misanthrope, quand Philinte s’extasie sur la « chute jolie, amoureuse, admirable » du sonnet d’Oronte, Alceste s’écrie :
La peste de ta chute, empoisonneur, au diable !
En eusses-tu fait une à te casser le nez.
De tels traits doivent être rares, et il faut, pour passer, qu'ils soient bien en situation. 
Les pointes et autres effets de mots sont devenus parfois une mode, une fureur dans tous les genres de prose et de poésie. Les littératures de l’Europe du XVIe siècle en furent pleines. L’Italie, l’Espagne, la France ont fait grand usage de ce qu’on a appelé concetti, de gongorismes, d’euphuisme, etc. Boileau a, dans l’Art poétique, (II, 105), marqué ainsi l’incursion, sous leur nom français de pointes, de ces traits d’esprit :
Jadis de nos auteurs les pointes ignorées
Furent de l’Italie en nos vers attirées.
Le vulgaire, ébloui de leur faux agrément,
À ce nouvel appas courut avidement.
La faveur du public excitant leur audace,
Leur nombre impétueux inonda le Parnasse :
Le madrigal d’abord en fut enveloppé :
Le sonnet orgueilleux lui-même en fut frappé :
La tragédie en fit ses plus chères délices :
L’élégie en orna ses douloureux caprices :
Un héros sur la scène eut soin de s’en parer,
Et sans pointe un amant n’osa plus soupirer....
La prose la reçut aussi bien que les vers :
L’avocat au Palais en hérissa son style,
Et le docteur en chaire en sema l’Évangile.